# Ophionereis semoni
Ophionereis semoni är en ormstjärneart som först beskrevs av Döderlein 1896.  Ophionereis semoni ingår i släktet Ophionereis och familjen Ophionereididae. Inga underarter finns listade i Catalogue of Life.